# Лімбурзький симфонічний оркестр
Лімбурзький симфонічний оркестр (нід. Limburgs Symfonie Orkest) — нідерландський симфонічний оркестр, що базується в столиці провінції Лімбург місті Маастрихті.
Оркестр був заснований у 1883 році й дав свій перший концерт 2 вересня.
До 1955 року музичний колектив мав назву Маастрихтський муніципальний оркестр (нід. Maastrichts Stedelijk Orkest).

## Головні диригенти
- Отто Вольф (1883—1915)
- Генрі Германс (1915—1947)
- Пауль Хюппертс (1947—1949)
- Андре Рьо-старший (1949—1980)
- Ед Спаньярд (1982—1988)
- Сальвадор Мас Конде (1988—1994)
- Шломо Мінц (1995—1998)
- Юніті Хірокамі (1998—2000)
- Ед Спаньярд (від 2000)